# Tommy Novak
Thomas Novak (Saint Paul, Minnesota, 28 de abril de 1997), más conocido como Tommy Novak, es un jugador profesional estadounidense de hockey sobre hielo que se desempeña en la posición de centro en Nashville Predators, equipo de la National Hockey League (NHL).

## Carrera
Fue seleccionado en la tercera ronda en la NHL Entry Draft de 2015. En 2021 hizo su debut profesional con el equipo Nashville Predators, donde lleva jugando tres temporadas.
El 5 de marzo de 2025 es traspasado a los Pittsburgh Penguins junto a Luke Schenn a cambio de Michael Bunting.